# Centre cultural
|  | «casa de cultura» redirigeix aquí. Vegeu-ne altres significats a «Casa de Cultura». |

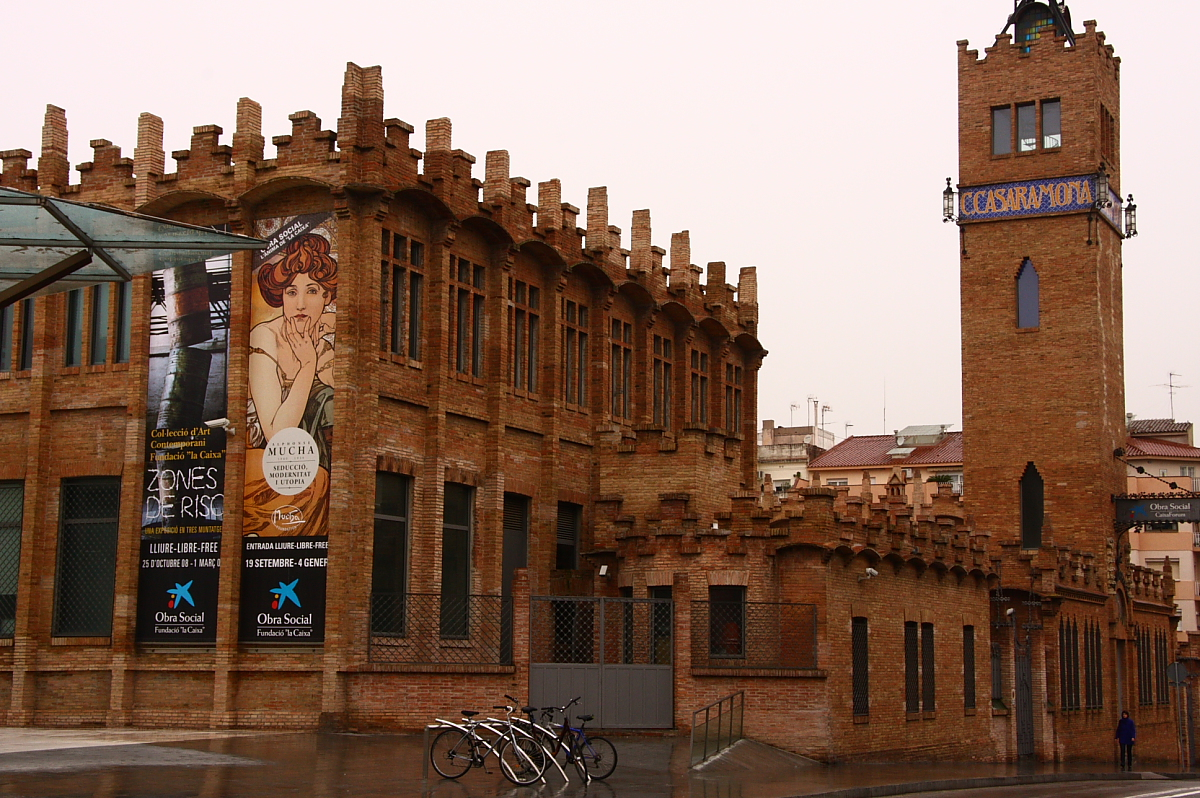
Antiga fàbrica Casaramona, d'estil modernista, actualment seu del CaixaForum.

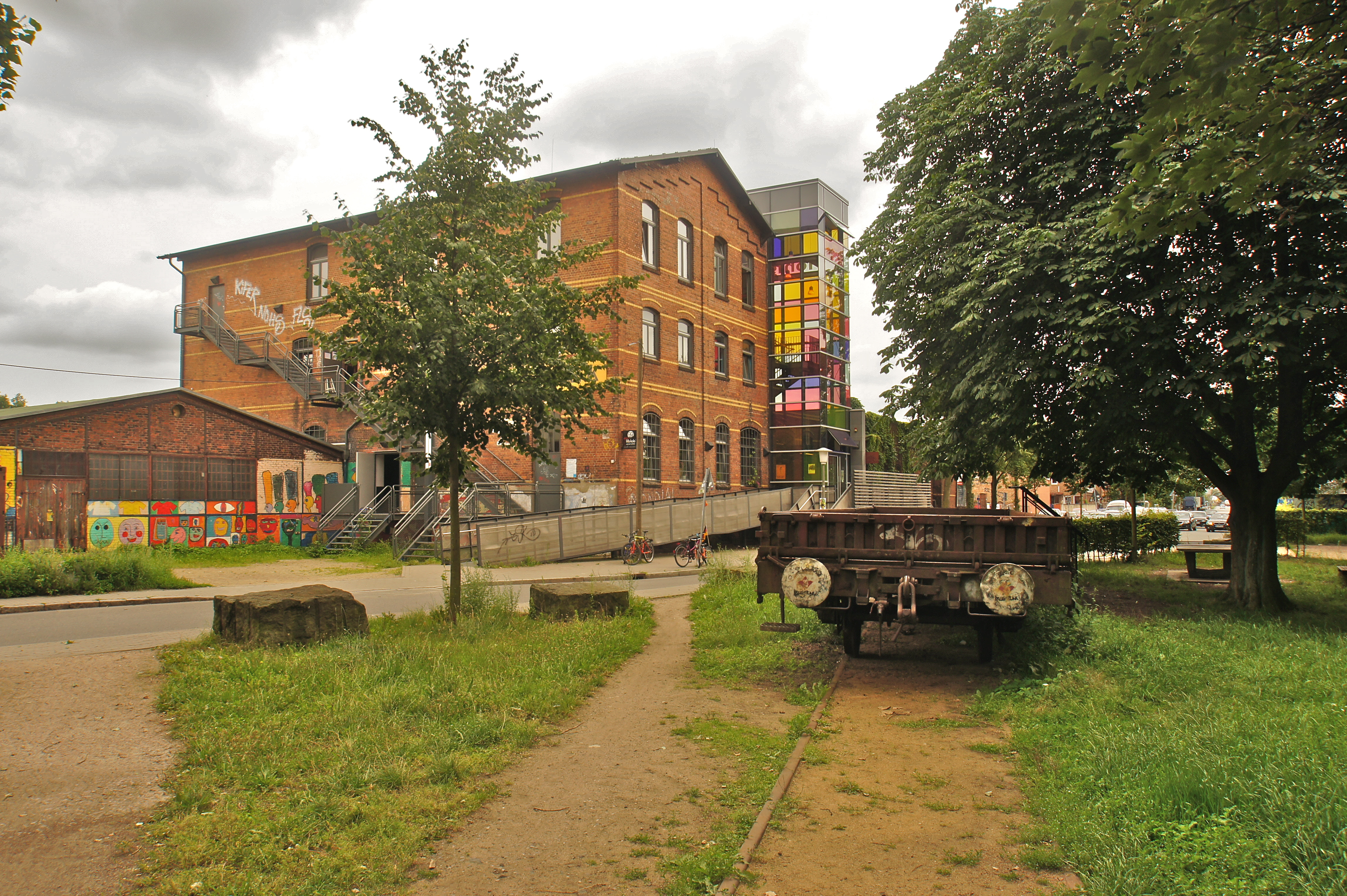
Centre cultural a una antiga fàbrica de mel artificial a Wilhelmsburg al marge del canal Vering a Hamburg

Un centre cultural o casa de cultura és un espai arquitectònic destinat a manifestacions culturals. Poden ser organitzacions públiques o privades, i promouen la cultura i les arts entre els seus habitants.
Alguns centres culturals estan equipats amb biblioteques, i s'hi desenvolupen diversos tipus d'activitats, com ara exposicions, cinema, tallers, cursos, etcètera. Són de gran importància per a la preservació de la cultura local, especialment en comunitats mancades de teatres, cinemes o sales de concerts. A les grans ciutats també tenen el seu paper, ja que ajuden a mantenir activitats culturals amb grups de totes les edats i estrats socials i entre les comunitats autòctones i nouvingudes.
En algunes ocasions estan ubicades en un edifici històric, com en el cas del CaixaForum, la Casa Àsia, i el Centre Cultural Tecla Sala.
Alguns centres culturals dels Països Catalans són, per exemple:
- Centre de Cultura Contemporània de Barcelona
- CaixaForum, a Barcelona i Lleida
- Casa Àsia, a Barcelona
- Arts Santa Mònica, a Barcelona
- La Bonne, el Centre de Cultura de Dones Francesca Bonnemaison, a Barcelona
- Centre Cultural Metropolità Tecla Sala, a l'Hospitalet de Llobregat
- La Capsa, al Prat de Llobregat
- Centre Cultural La Mercè, a Girona
- Centre Ovidi Montllor, a Alcoi
- Centre Cultural la Beneficència, a València
- Roca Umbert Fàbrica de les Arts, a Granollers